# Hladinové plavidlo bez posádky
Hladinové plavidlo bez posádky (anglicky USV – Unmanned Surface Vehicle nebo Uncrewed Surface Vessel) je plavidlo, které se pohybuje po vodní hladině a je řízeno na dálku nebo je plně autonomní (ASV – Autonomous Surface Vehicle). Někdy jsou tato plavidla nazývána též dronové lodě či námořní drony. Ve 21. století se používají pro různé účely, například v oceánografii, pro monitorování životního prostředí, pro nákladní dopravu a v armádě. V případě sebevražedného použití se používá označení X-USV (eXpendable – Unmanned Surface Vessel ~ postradatelné USV)
V říjnu 2022 během ruské invaze na Ukrajinu použily ukrajinské ozbrojené síly 7 USV a 8 UAV (Unmanned aerial vehicle - Bezpilotní letadlo/dron) při útoku na několik ruských námořních lodí na námořní základně v Sevastopolu. Došlo k malému poškození jedné ze dvou válečných lodí. Podle časopisu Naval News to bylo první použití bezpilotních dopravních prostředků v námořní válce. Tento útok vedl k tomu, že ruské námořnictvo přešlo do ochranného režimu.

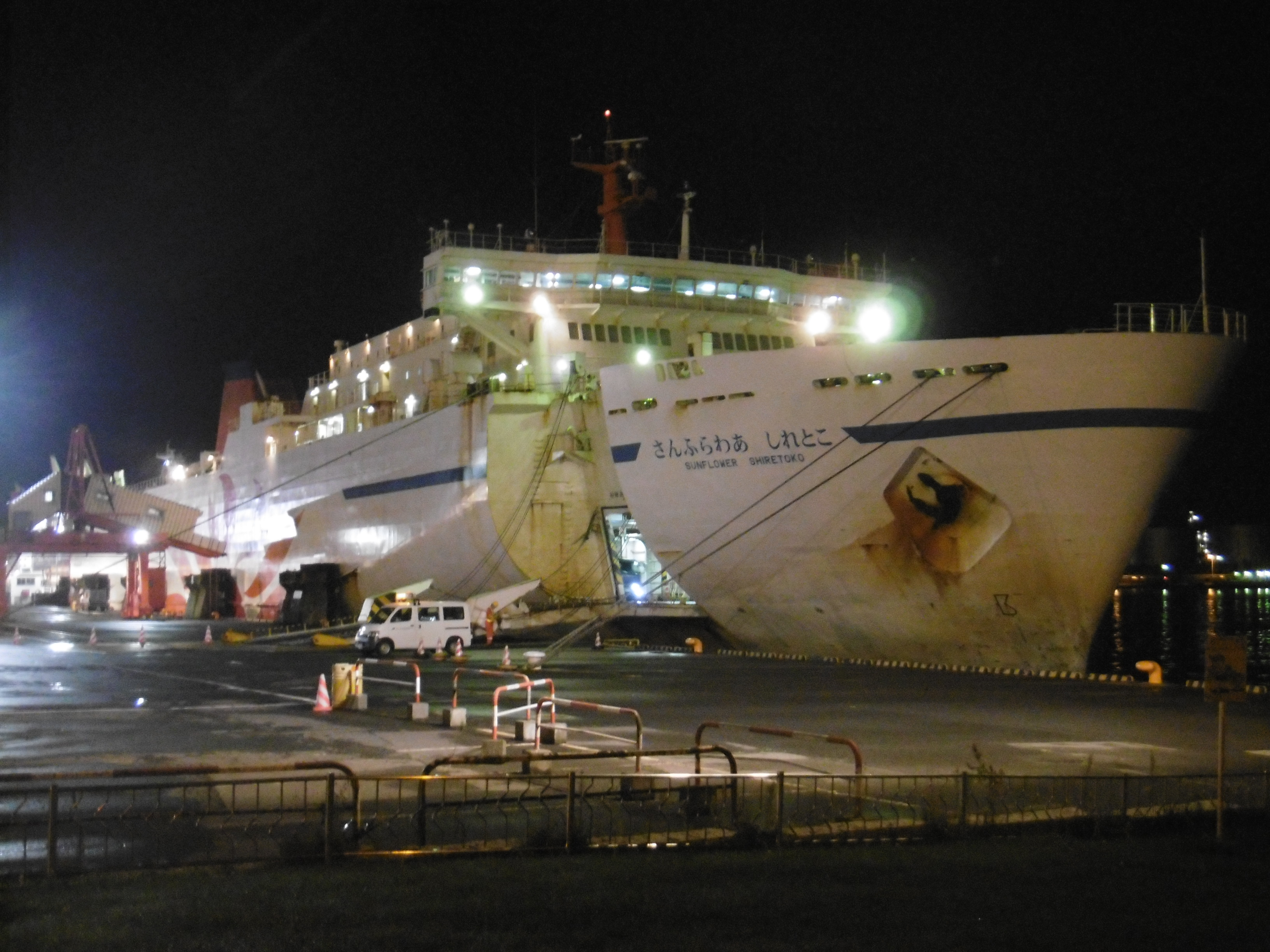
Japonská nákladní loď USV Širetoko Tomakomai plula v únoru 2022 750 km bez posádky

Dálkově ovládané lodi a minolovky byly používány již ve druhé světové válce. V 21. století umožnil pokrok v řídicích systémech a navigačních technologiích používání USV, která může operátor ovládat na dálku z pevniny nebo z blízkého plavidla. Jsou používána v lodní dopravě, pro monitorování životního prostředí a klimatu, pro mapování mořského dna, v osobních trajektech, v robotickém výzkumu, pro sledování a inspekci mostů a další infrastruktury, ve vojenství a v námořnictvu. V listopadu 2021 byla v Norsku spuštěna první autonomní nákladní loď MV Yara Birkeland. Takové lodě by mohly v budoucnu podstatně snížit potřebu používání kamionů. V roce 2021 byla v kanálech Amsterdamu v Nizozemsku nasazena první městská autonomní plavidla na světě, Roboats. Tato plavidla mohou přepravovat až pět lidí, sbírat odpad, dodávat zboží a monitorovat životní prostředí.

## Konstrukce USV
Povrchová plavidla bez posádky se liší velikostí od méně než 1 metru do 20+ metrů. Jejich výtlak se pohybuje od několika kilogramů do mnoha tun, takže pohonné systémy musí zajistit širokou škálu výkonů.

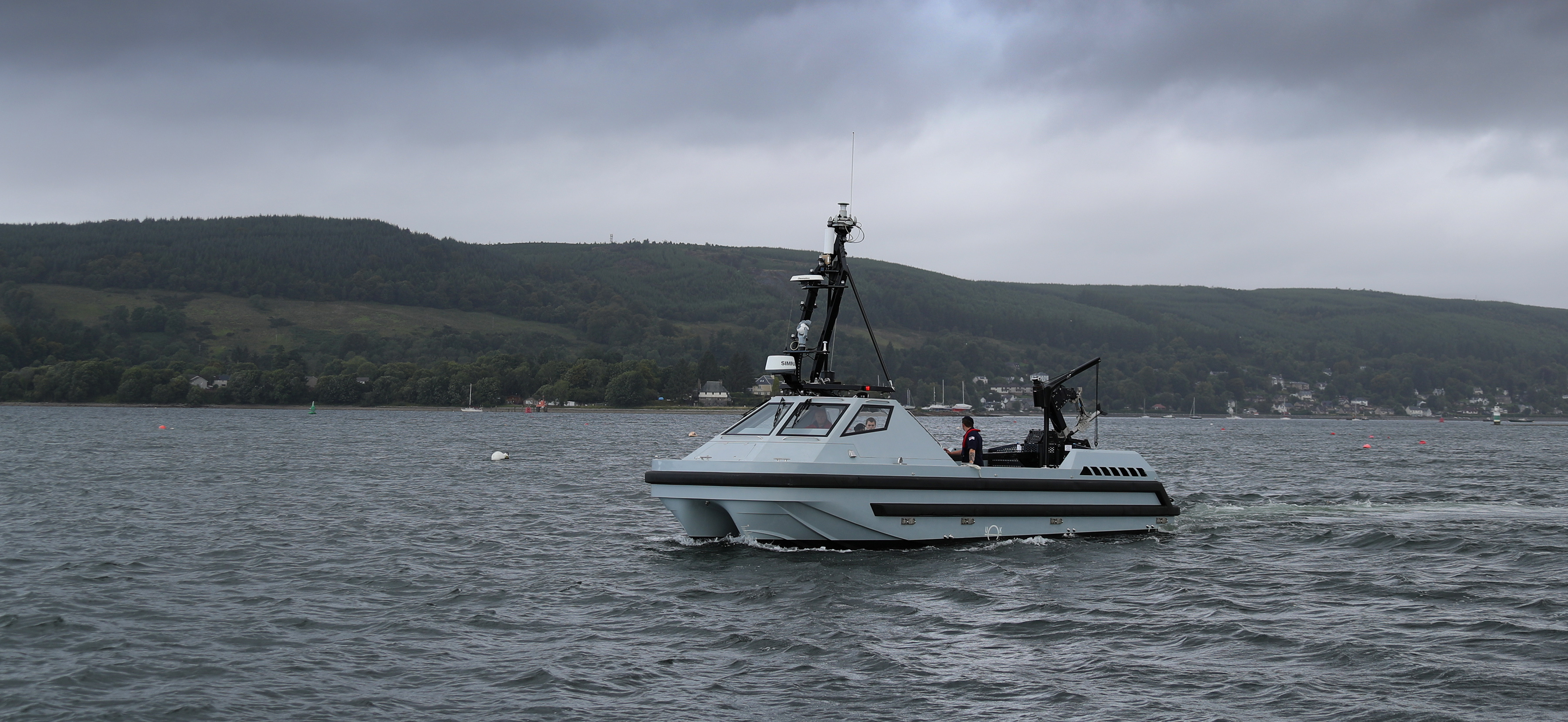
Britský člun RNMB Harrier, autonomní USV pro boj s minami

Některá komerční USV využívají pro zabránění srážce s jiným plavidlem navigaci, která je kompatibilní s COLREG (Mezinárodní předpisy pro předcházení srážkám na moři). Tyto předpisy byly od svého prvního přijetí v r.1972 několikrát novelizovány.

## Bezpilotní plavidlo - Saildrone

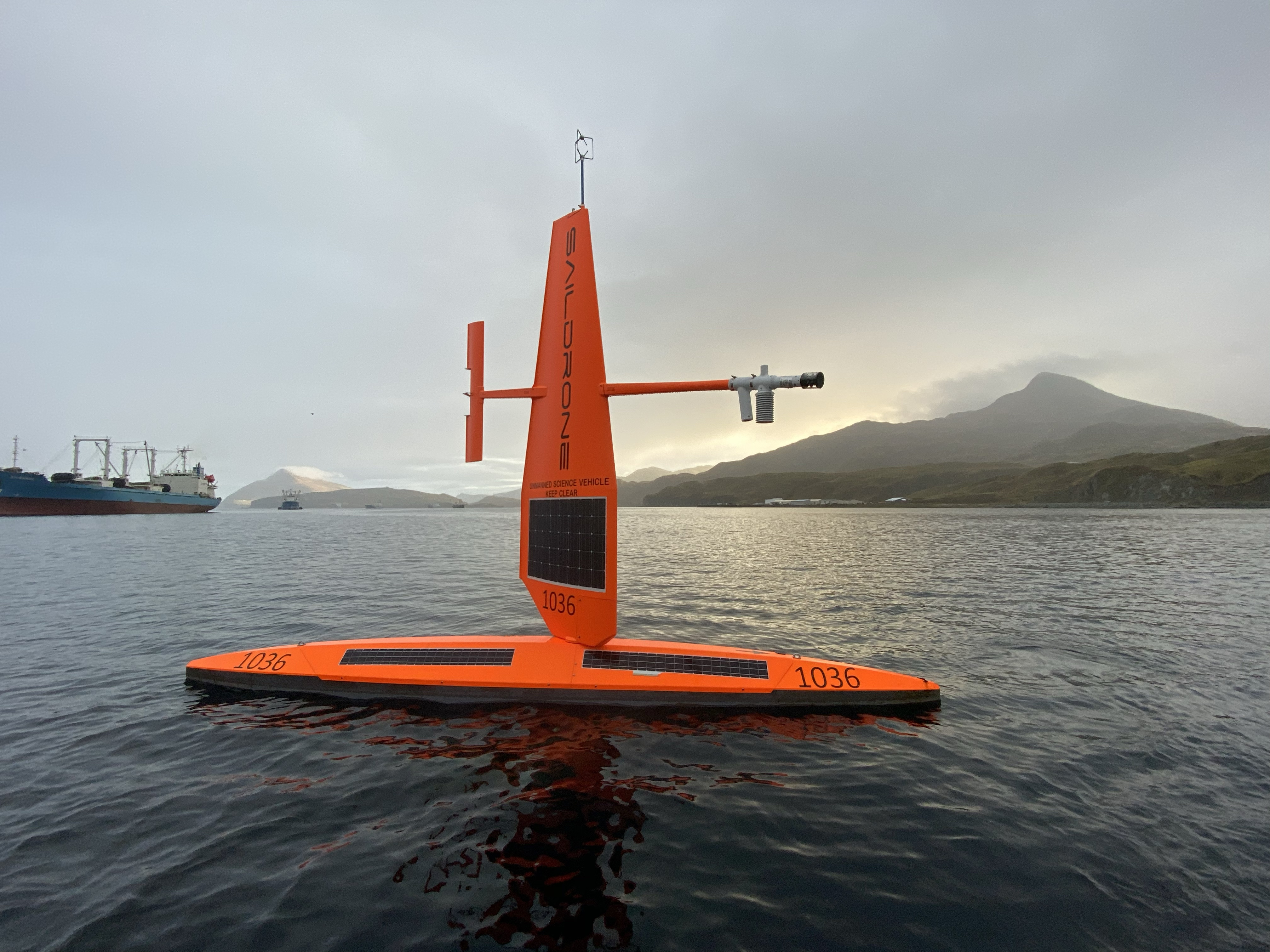
Námořní dron v Dutch Harboru na Aljašce

Saildrone neboli námořní dron je dopravní prostředek používaný především v oceánech pro sběr dat. Tato drony jsou poháněny větrem a sluncem a jsou na nich umístěny vědecké senzory a navigační nástroje. Vynalezl je britský inženýr Richard Jenkins, zakladatel a generální ředitel společnosti Saildrone. Jsou používány vědci a výzkumnými organizacemi, jako je National Oceanic and Atmospheric Administration (NOAA) k průzkumu mořského ekosystému, rybolovu a počasí.

## Vojenské aplikace
Vojenské USV se používají pro odminování, sledování, průzkum, ozbrojený doprovod, ochranu sil, zabezpečení strategických objektů a elektronický boj. V roce 2016 vyrobila americká společnost DARPA protiponorkový prototyp USV s názvem Sea Hunter. Některé USV jsou ozbrojeny, např. raketami. V Turecku bylo v r. 2021 vyrobeno první turecké ozbrojené bezpilotní plavidlo (AUSV) Ulaq. Je vyzbrojeno raketami a protitankovými řízenými střelami. Prototyp byl spuštěn 12. února 2021 v Antalyi a v květnu 2021 plavidlo úspěšně dokončilo svůj první palebný test.